# Озена
Озена або смердючий нежить (лат. ozaena, від дав.-гр. ὄζω — «пахну»), хронічний атрофічний смердючий риніт (rhinitis chronica atrophica foetida) — хронічне захворювання порожнини носа, що характеризується вираженим потоншанням (атрофією) слизових оболонок і кісткового скелета носових раковин, а також густими виділеннями з носа. При озені в носі утворюється багато смердючих кірочок, голос стає гугнявим, втрачається нюх. В деяких випадках озена може поширюватись і на глотку, гортань. Лікування: розм'якшування і видалення смердючих кірочок шляхом застосування різних мазей, промивання носа тощо.